# República d'Amalfi
La República Marinera d'Amalfi o Ducat d'Amalfi va ser una ciutat estat independent de facto, centrada en la ciutat homònima. L'estat, independent durant els segles x i XI va ser una de les quatre repúbliques marítimes que van dominar el comerç marítim al Mediterrani entre el final de l'alta edat mitjana i el començament de la baixa edat mitjana.

## Història
La ciutat i el seu territori van ser originalment part de l'extens Ducat de Nàpols, governat per un patrici Bizantí, però van trencar el vassallatge elegint un duc el 958. Durant els següents anys, Amalfi es va convertir en una potència econòmica, un centre comercial la flota mercant del qual va dominar el comerç marítim italià i mediterrani durant un segle, fins que la competència de les Repúbliques marineres de Pisa i Gènova va acabar per minvar el seu poder. El 1073, Amalfi va ser pres pel conquistador normand Robert Guiscard des de Salern. Els amalfitans es van regirar en dues ocasions durant els anys següents contra la dominació normanda, però mai més no van recobrar la seva independència.
La ciutat d'Amalfi va ser fundada com a lloc comercial durant la dominació romana de la Campània, el 339. El primer bisbe va ser designat el 596. El 838, la ciutat va ser capturada per Sicard de Benevent, amb ajuda de traïdors locals, que el van guiar a través de les defenses de la ciutat. El 839, Amalfi es va alliberar de la dominació llombarda i va elegir un prefecte per a les tasques de govern. En l'esmentada elecció també va participar la propera vila d'Atrani. Més tard Amalfi prestà ajuda a l'alliberament de Siconulfo de Salern, oponent del Príncep Sicard.
El 897, la República, encara vassall de l'Imperi Romà d'Orient, si bé tan sols de manera nominal, va ser derrotada per la coalició dels veïns ducats de Sorrento i Nàpols. En aquesta derrota, el Prefecte d'Amalfi va ser capturat, i més tard fou alliberat després del pagament d'un abundant rescat. El 914, el Prefecte Mastalo I va ser elevat al rang de primer magistrat d'Amalfi. El 958, el fill d'aquest, Mastalo II, primer magistrat, va ser assassinat, i Sergi I va ser elegit primer duc (doge) d'Amalfi, tallant així els seus últims llaços de vassallatge amb Bizanci, i proclamant de manera formal la seva independència. Entre 981 i 983, la República d'Amalfi va controlar el Principat de Salern. El 987, el bisbat d'Amalfi va ser elevat al rang d'arxiepiscopal. Des de 1034, Amalfi va caure sota control del Principat de Càpua i, el 1039, sota el control del Principat de Salern.
El 1073, Robert Guiscard va conquerir la ciutat i va prendre per a si el títol de dux Amalfitanorum (en llatí “duc dels Amalfitans”). El 1096, Amalfi es va rebel·lar contra el domini normand, però la rebel·lió va quedar avortada el 1101. Una segona revolta va tenir lloc entre 1130 i 1131, any en què l'exèrcit de Roger II de Sicília, comandat per l'Emir Joan per terra, i per Jordi d'Antioquia per mar, van bloquejar i van prendre la ciutat definitivament. El 1135 i 1137, la flota pisana va saquejar la ciutat, posant fi a la glòria de la ciutat.
El 1343 un violent sisme submarí va destruir la ciutat i els "arsenals" on es van construir per segles les vaixells d'Amalfi: des de llavors Amalfi es va reduir a un petit poble de poca importància. Des de la unificació italiana el 1861 Amalfi ha tornat a créixer i ara és un important centre turístic de fama internacional.

## Anècdota
Segons Ibn Hawqal, viatger àrab que va visitar la regió el 977, durant el regnat de Mans I (el període de màxima esplendor de la república) Amalfi era:
| «                  | (...) la ciutat més pròspera de Llombardia, la més noble, la més il·lustre per la seva condició, la més rica i opulenta. El territori d'Amalfi és fronterer amb el de Nàpols, la qual és una bella ciutat, però menys important que Amalfi. | (...) la più prospera città di Longobardia, la più nobile, la più illustre per le sue condizioni, la più agiata ed opulenta. Il territorio di Amalfi confina con quello di Napoli; la quale è bella città, ma meno importante di Amalfi. | » |
| — Ibn Hawqal (977) | | |   |

## Governants
- De Nàpols (ducat romà d'Orient) fins a 838
- Al ducat de Benevent 838-839
- República dependent de Bizanci 839-897
- República independent (nominalment dependent de Bizanci) 897-1039
  - Màstal I 914-vers 950
  - Màstal II vers 950-958
  - Sergi I 958-966 (dux i patrici romà d'Orient)
  - Mansone I 966-1004
  - Joan I 1004-1007
  - Sergi II 1007-1028
  - Joan II 1028-1034
  - Mansone II 1034-1038
  - Sergi III 1038-1039
- República independent 1039-1073
  - Guimari I (Príncep de Salern) 1039-1043
  - Mansone III 1043-1052
  - Joan III 1052-1069
  - Joan IV 1069-1073
  - Al comtat de la Pulla 1073-1088
  - Gisulf (Príncep de Salern) 1088-1089
  - Al comtat de la Pulla 1089-1096
  - Marino Sebasto 1096-1100
  - A la Pulla des de 1100

## Nota
1. ↑  Prof. Giuseppe Gargano - Origini i storia di Amalfi (en italià)